# الكيسى (المضاربة والعارة)

تعديل مصدري - تعديل

الكيسى هي إحدى قرى عزلة المضاربة بمديرية المضاربة والعارة التابعة لمحافظة لحج، بلغ تعداد سكانها 38 نسمة حسب تعداد اليمن لعام 2004.